# Gabriele IV di Costantinopoli
Gabriele IV (in greco Γαβριήλ Δ΄?; Smirne, ... – 29 giugno 1785) è stato un arcivescovo ortodosso greco, patriarca ecumenico di Costantinopoli dal 1780 alla sua morte.

## Biografia
Gabriele nacque a Smirne da una famiglia aristocratica. Fu vescovo delle isole Ayvalık e successivamente metropolita di Giannina fino all'aprile 1771, quando divenne metropolita di Patrasso. Di suo interesse erano l'ordine e la precedenza ecclesiastici. 
Nel 1780 fu eletto patriarca ecumenico di Costantinopoli. Durante il suo regno reinstallò Atanasio Parios, deposto a causa della disputa sulla kolliva e il servizio commemorativo. Nel 1784 pubblicò il Typikon del Monte Athos, che delimitava i poteri amministrativi ed esecutivi dei suoi organi. 
Morì il 29 giugno 1785 e fu sepolto nella tomba del suo predecessore, Sofronio II, nel cortile della Chiesa degli Asomatoi (Pammegiston Taxiarchon) a Arnavutköy.